# Lijst van nummer 1-hits in de UK Singles Chart in 1988
Deze hits stonden in 1988 op nummer 1 in de UK Singles Chart:
| Datum        | Artiest                                | Titel                                                   |
| ------------ | -------------------------------------- | ------------------------------------------------------- |
| 2 januari    | Pet Shop Boys                          | Always on my mind                                       |
| 9 januari    | Pet Shop Boys                          | Always on my mind                                       |
| 16 januari   | Belinda Carlisle                       | Heaven is a place on earth                              |
| 23 januari   | Belinda Carlisle                       | Heaven is a place on earth                              |
| 30 januari   | Tiffany                                | I think we're alone now                                 |
| 6 februari   | Tiffany                                | I think we're alone now                                 |
| 13 februari  | Tiffany                                | I think we're alone now                                 |
| 20 februari  | Kylie Minogue                          | I should be so lucky                                    |
| 27 februari  | Kylie Minogue                          | I should be so lucky                                    |
| 5 maart      | Kylie Minogue                          | I should be so lucky                                    |
| 12 maart     | Kylie Minogue                          | I should be so lucky                                    |
| 19 maart     | Kylie Minogue                          | I should be so lucky                                    |
| 26 maart     | Aswad                                  | Don't turn around                                       |
| 2 april      | Aswad                                  | Don't turn around                                       |
| 9 april      | Pet Shop Boys                          | Heart                                                   |
| 16 april     | Pet Shop Boys                          | Heart                                                   |
| 23 april     | Pet Shop Boys                          | Heart                                                   |
| 30 april     | S'Express                              | Theme from S'Express                                    |
| 7 mei        | S'Express                              | Theme from S'Express                                    |
| 14 mei       | Fairground Attraction                  | Perfect                                                 |
| 21 mei       | Wet Wet Wet / Billy Bragg & Cara Tivey | With a little help from my friends / She's leaving home |
| 28 mei       | Wet Wet Wet / Billy Bragg & Cara Tivey | With a little help from my friends / She's leaving home |
| 4 juni       | Wet Wet Wet / Billy Bragg & Cara Tivey | With a little help from my friends / She's leaving home |
| 11 juni      | Wet Wet Wet / Billy Bragg & Cara Tivey | With a little help from my friends / She's leaving home |
| 18 juni      | The Timelords                          | Doctorin' the Tardis                                    |
| 25 juni      | Bros                                   | I owe you nothing                                       |
| 2 juli       | Bros                                   | I owe you nothing                                       |
| 9 juli       | Glenn Medeiros                         | Nothing's Gonna Change My Love for You                  |
| 16 juli      | Glenn Medeiros                         | Nothing's gonna change my love for you                  |
| 23 juli      | Glenn Medeiros                         | Nothing's gonna change my love for you                  |
| 30 juli      | Glenn Medeiros                         | Nothing's gonna change my love for you                  |
| 6 augustus   | Yazz & the Plastic Population          | The only way is up                                      |
| 13 augustus  | Yazz & the Plastic Population          | The only way is up                                      |
| 20 augustus  | Yazz & the Plastic Population          | The only way is up                                      |
| 27 augustus  | Yazz & the Plastic Population          | The only way is up                                      |
| 3 september  | Yazz & the Plastic Population          | The only way is up                                      |
| 10 september | Phil Collins                           | A groovy kind of love                                   |
| 17 september | Phil Collins                           | A groovy kind of love                                   |
| 24 september | The Hollies                            | He ain't heavy, he's my brother                         |
| 1 oktober    | The Hollies                            | He ain't heavy, he's my brother                         |
| 8 oktober    | U2                                     | Desire                                                  |
| 15 oktober   | Whitney Houston                        | One moment in time                                      |
| 22 oktober   | Whitney Houston                        | One moment in time                                      |
| 29 oktober   | Enya                                   | Orinoco Flow                                            |
| 5 november   | Enya                                   | Orinoco Flow                                            |
| 12 november  | Enya                                   | Orinoco Flow                                            |
| 19 november  | Robin Beck                             | The first time                                          |
| 26 november  | Robin Beck                             | The first time                                          |
| 3 december   | Robin Beck                             | The first time                                          |
| 10 december  | Cliff Richard                          | Mistletoe and wine                                      |
| 17 december  | Cliff Richard                          | Mistletoe and wine                                      |
| 24 december  | Cliff Richard                          | Mistletoe and wine                                      |
| 31 december  | Cliff Richard                          | Mistletoe and wine                                      |

1952 ·
1953 ·
1954 ·
1955 ·
1956 ·
1957 ·
1958 ·
1959 ·
1960 ·
1961 ·
1962 ·
1963 ·
1964 ·
1965 ·
1966 ·
1967 ·
1968 ·
1969 ·
1970 ·
1971 ·
1972 ·
1973 ·
1974 ·
1975 ·
1976 ·
1977 ·
1978 ·
1979 ·
1980 ·
1981 ·
1982 ·
1983 ·
1984 ·
1985 ·
1986 ·
1987 ·
1988 ·
1989 ·
1990 ·
1991 ·
1992 ·
1993 ·
1994 ·
1995 ·
1996 ·
1997 ·
1998 ·
1999 ·
2000 ·
2001 ·
2002 ·
2003 ·
2004 ·
2005 ·
2006 ·
2007 ·
2008 ·
2009 ·
2010 ·
2011 ·
2012 ·
2013 ·
2014 ·
2015 ·
2016 ·
2017 ·
2018 ·
2019 ·
2020 ·
2021
- Nederland (Top 40)
- Nederland (Single Top 100)
- Nederland (Verrukkelijke 15)
- Vlaanderen (Radio 2 Top 30)
- Australië
- Duitsland
- Frankrijk
- Italië
- Verenigd Koninkrijk
- Verenigde Staten (Hot 100)